# Консерватория драматического искусства
Высшая национальная консерватория драматического искусства (фр. Conservatoire national supérieur d'art dramatique) сокращённо (CNSAD) — национальная школа, субсидированная французским министерством культуры. Расположена в Париже, в настоящее время ей руководит Даниэль Месгиш (фр.) — актёр и профессор франко-алжирского театра. Срок занятий — три года. Каждый курс насчитывает приблизительно 30 учеников (обычно 15 юношей и 15 девушек) и несколько иностранных стажёров, приглашаемых каждый год.

## История

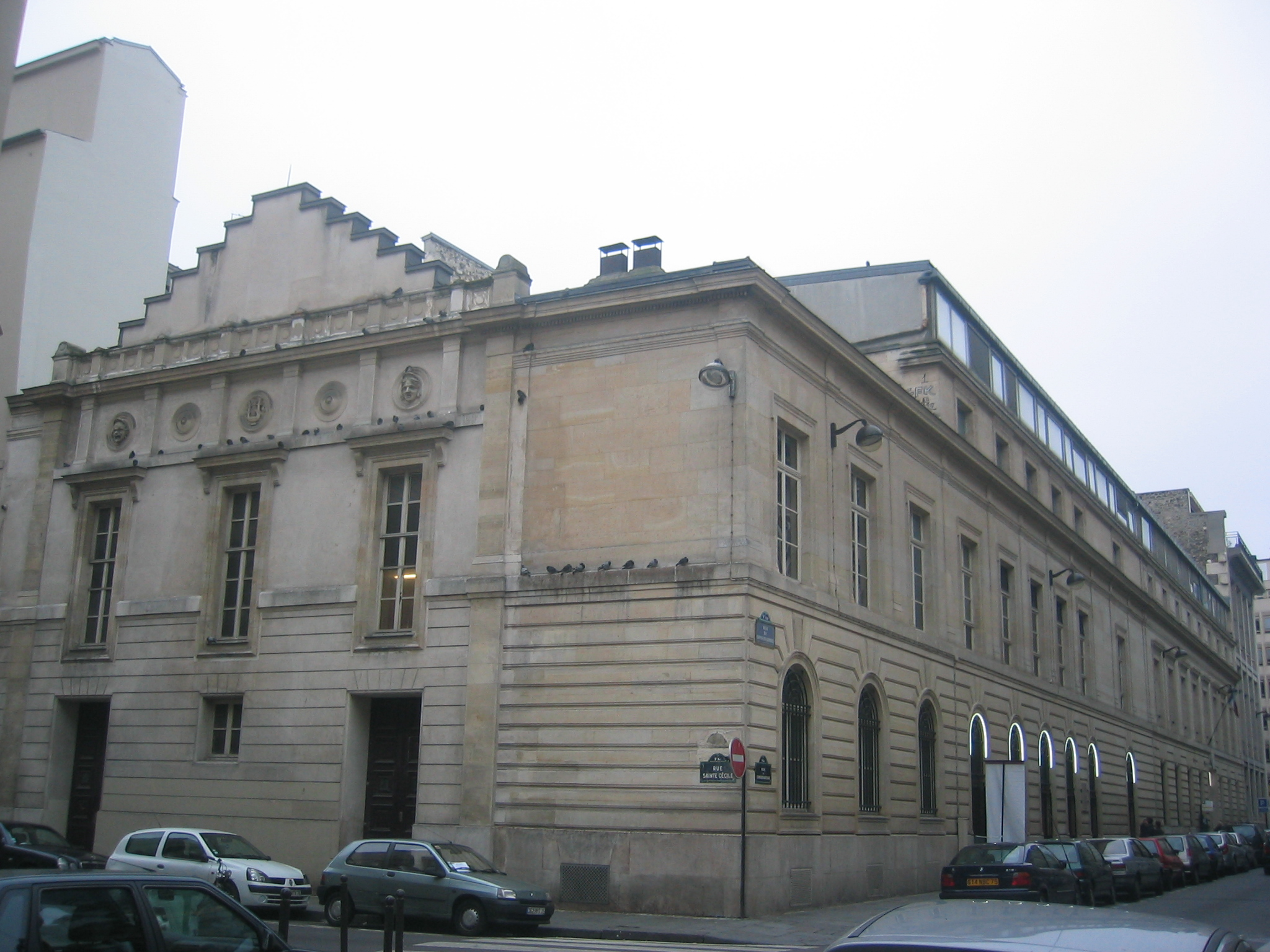
Старое (до 1911 года) здание консерватории — ныне Театр консерватории в составе Высшей национальной консерватории драматического искусства

Консерватория была основана как часть Парижской Высшей национальной консерватории музыки и танца в 1795 году. Постановление от 3 марта 1806 года положило начало подлинному театральному образованию во Франции.
Структура государственного учреждения, совмещавшего образование музыкантов, танцоров и театральных актёров, не менялась вплоть до 1946 года, когда театральный факультет выделился в самостоятельную Высшую национальную консерваторию драматического искусства (ВНКДИ, название с 1968 года). При этом Консерватория драматического искусства осталась на прежнем месте, а Консерватория музыки переехала сначала на улицу Мадрида (фр. Rue de Madrid), а в 1991 году на авеню Жан-Жорес (в XIX округе). ВНКДИ окончили многие знаменитые актёры французского драматического театра и кино.
Её хорошая репутация объясняется именно строгим  отбором при поступлении; действительно, статистика вступительного конкурса показывает в среднем успех только 2 или 3 % допущенных каждый год по отношению к количеству поступающих. Приблизительно 1000  кандидатов каждый год претендуют на 30 мест, что делает из этого учреждения одну из наиболее избирательных школ для воспитания актёров.

## Театр Консерватории
Театр Консерватории был построен в 1811 году архитектором Деланнуа (фр. Delannoy). Этот бывший «зал концертов Консерватории», датируется 1752 годом и впоследствии использующийся учениками королевской Школы пения и декламации (фр. l’École royale de chant et de déclamation), был классифицирован как памятник истории в 1921 году.

## Вступительный конкурс
Вступительный конкурс проходит каждый год и включает три условных испытания: 1-й, 2-й и 3-й туры.
Первый тур / Четыре сцены — 3 минуты за которые надо подготовить:
- 1-я сцена в александрийских стихах, выбранная во французском классическом репертуаре
- 2-я сцена, выбранная в списке авторов, сообщенном каждый год консерваторией.
- 3-я сцена, свободно выбранная из множества театрального  репертуара
- 4-я сцена, свободно выбранная из множества театрального репертуара или призывающем любое другое сценическое выражение (танец, инструмент, жестикуляционный театр, певчий голос)

Одна из этих сцен должна быть написанной после 1960 года.
Суд выбирает одну или несколько из сцен, предложенных кандидатом.
Второй тур / 2 сцены — 3 минуты за которые надо подготовить:
- 1-я сцена, выбранная во французском классическом репертуаре (произведениями, написанными до 1900 года)
- 2-я сцена, выбранная в современном репертуаре (произведениями, написанными после 1900 года)

Сцены могут быть представленными в 1-м туре.
Третий тур / 1 сцена — 5 минут для подготовки

## Система образования
ВНКДИ распределяет специальное образование драматического искусства. Это образование включает теоретические, практические знания и мастерство, необходимые для занятия профессией актёра.
Соединяя традицию и современность, консерватория соединяет два типа образования:  класс  и мастерскую.

## Учебная структура консерватории
- интерпретация / l’interprétation
- маска / masque
- импровизация / l’improvisation
- танец / la danse
- taï chile / taï chi
- пение / le chant
- фехтование / l’escrime
- дикция / la diction
- драматургия / la dramaturgie
- история театра / l’histoire du théâtre
- общее художественное образование / la culture générale artistique
- сценическое движение / le mouvement scénique

## Стажировки
- В «Ля Феми» (Европейский фонд для профессий изображения и звука)
- На «Радио Франции» (радиофонические записи)

## Молодёжный национальный театр
С 1971 года, Молодёжный национальный театр благоприятствует входу в профессиональную жизнь молодых артистов, выпускников из Высшей национальной консерватории драматического искусства и из Высшей школы драматического искусства национального Театра Страсбурга (TNS). Им предлагают свободу действий, чтобы экспериментировать с их проектами, финансируя их вклад в некоторых спектаклях, Молодёжный национальный театр поддерживает начала молодых актёров.
Фактически, ученик, который выходит из Консерватории (или из TNS) пользуется в течение 3 лет поддержкой театра. В течение этого периода, об оплате актёра частично заботится государство. Таким образом, постановщики или режиссёры могут нанять актёров, закончивших одно из этих престижных заведений, делая сбережения на зарплатах. Также часто бывших учеников этих двух школ можно увидеть в общественных театрах: в Комеди Франсез, в Театре Нантер-Амандьер (Théâtre Nanterre-Amandiers), в Театре Холма (Théâtre national de la Colline).

## Известные ученики
- Амиду
- Али Бен Айед
- Сабин Азема
- Патрис Александр
- Натали Бай
- Мари-Кристин Барро
- Жан-Поль Бельмондо
- Сара Бернар
- Ришар Берри
- Жюльен Берто
- Жюльет Бинош
- Самюэль Ле Бьян
- Кароль Буке
- Жак Вебер
- Жак Вильре
- Мишель Галабрю
- Луи Гаррель
- Жан-Пьер Дарруссен
- Даниэль Делорм
- Анни Дюпре
- Андре Дюссолье
- Мишель Дюшоссуа
- Жан д'Ид
- Клод Жансак
- Анни Жирардо
- Бернар Жиродо
- Мария Казарес
- Женевьева Казиль
- Бруно Кремер
- Кристофер Ламберт
- Лоран Лафитт
- Оливье Мартинес
- Жан-Пьер Мариэль
- Мария де Медейруш
- Людмила Микаэль
- Николь Море
- Жизель Казадезюс
- Мишель Морган
- Жанна Моро
- Анна Муглалис
- Мишель Омон
- Женевьева Паж
- Венсан Перес
- Серж Реджани
- Режан
- Пьер Ренуар
- Эмманюэль Рива
- Морис Роне
- Себастьян Роше
- Жан Рошфор
- Луи Сенье
- Николя Сильбер
- Сильви Тестю
- Жак Тожа
- Фальконетти
- Эдвиж Фёйер
- Жерар Филип
- Жерар Ури
- Изабель Юппер

## Место расположения
ВНКДИ расположена на улице Консерватории (фр. Rue du Conservatoire) в 9-м округе, в Париже рядом со станциями метро: (фр. Grands Boulevards) и (фр. Bonne Nouvelle).